# جانیک استیونز
جانیک استیونز (انگلیسی: Jannik Stevens؛ زادهٔ ۲۱ ژوئیهٔ ۱۹۹۲) بازیکن فوتبال اهل آلمان است.
از باشگاه‌هایی که در آن بازی کرده‌است می‌توان به باشگاه فوتبال بوخوم و باشگاه فوتبال آلمانیا آخن اشاره کرد.